# Ткачук Іван Олексійович
Іван Олексійович Ткачук (нар.1919 — пом.3 лютого 1945) — Герой Радянського Союзу, військовий.

## Біографія
Народився у селі Жижниківці, Білогірського району, Хмельницької області, Україна).
Закінчив Білогірську середню школу, Орловське бронетанкове училище.
Учасник Другої світової війни, з жовтня 1941 року, воював на Західному, Донському і Першому Українському фронтах.
В ході Вісло-Одерської операції загинув смертю хоробрих в боях з ворогом на Одерському плацдармі, згорів у танку, 3 лютого 1945 року.
За героїчні подвиги і вміле керівництво боями на підступах до Берліна Указом Президії Верховної Ради СРСР від 10 квітня 1945 року командиру 126-го танкового полку 6-го гвардійського механізованого корпусу 4-ї гвардійської армії гвардії майору Ткачуку Івану Олексійовичу присвоєне звання Героя Радянського Союзу.
13 травня 1988 року Білогірській середній школі, учнем якої був герой, Постановою Ради Міністрів УРСР № 133 присвоєно звання імені Героя Радянського Союзу Івана Олексійовича Ткачука.
Іван Олексійович нагороджений медаллю «Золота Зірка», орденом Леніна, медалями.